# 아르놀드 메리
아르놀드 메리(에스토니아어: Arnold Meri, 1919년 7월 1일~2009년 3월 27일)는 에스토니아의 군인이다. 에스토니아의 전직 대통령을 역임한 렌나르트 메리의 사촌이기도 하다.

## 생애
1926년 유고슬라비아로 이주한 가족들과 함께 러시아 정교회 세례를 받았으며 스코페에 위치한 러시아인 초등학교를 졸업했다. 1938년에는 베오그라드에 위치한 러시아-세르비아 김나지움을 졸업했다.
1940년 소련이 에스토니아를 점령한 이후에 전연방 레닌주의 청년 공산주의자 동맹(콤소몰) 탈린 지국장으로 선출되었으며 1941년 8월에는 소련 정부로부터 금성훈장, 소비에트 연방영웅 칭호를 받았다. 1945년부터 1949년까지 콤소몰 에스토니아 중앙위원회를 역임했다. 1948년에는 제2차 세계 대전에 참전한 공로를 인정받아 레닌 훈장을 받았다. 1951년에는 소련 정부로부터 모든 훈장을 박탈당했지만 1956년에 복권되었다.
2003년 에스토니아 정부는 아르놀드 메리가 1949년 소련 당국이 히우마섬에서 거주하던 에스토니아인들을 추방하던 과정에 연루되었음을 확인했다. 2007년 8월 에스토니아 검찰은 아르놀드 메리에 대해 소련 당국의 에스토니아인 집단살해 사건에 가담한 혐의, 히우마섬에 거주하던 에스토니아인들을 시베리아의 노보시비르스크주로 추방한 사건에 가담한 혐의로 기소했다.
2008년 5월 에스토니아 법원은 아르놀드 메리에 대한 재판을 시작했지만 러시아 국가두마는 에스토니아 법원의 행동을 "모욕적인 재판"이라고 비난했다. 그렇지만 아르놀드 메리가 2009년 3월 27일에 사망하면서 재판은 종결되고 만다. 러시아의 드미트리 메드베데프 대통령은 아르놀드 메리에게 명예훈장을 추서했다.